# Oplosaurus
Oplosaurus là một chi khủng long, được Gervais mô tả khoa học năm 1852.